# Yao Wenyuan
Yao Wenyuan (en chino, 姚文元; pinyin, Yáo Wényuán; 1931-23 de diciembre, 2005) fue un político comunista chino, y uno de los miembros de la Banda de los Cuatro, un grupo de oficiales maoístas de la línea dura que guiaron las acciones estatales de la República Popular China en los años anteriores a la muerte de Mao Zedong. En su vida profesional Yao fue un crítico literario y aprovechó su reconocimiento público para desempeñar un papel central en la Revolución Cultural (1966-1976).

## Trayectoria
Yao comenzó su carrera en el mundo de las letras y la literatura en Shanghái, considerada la capital de la cultura moderna china. Sus ataques personales contra otros escritores fueron una herramienta constante en su ascenso hasta los más altos círculos de poder del Partido Comunista de China. Los temas de sus artículos a menudo eran en favor de la rama radical del partido en Shanghái, especialmente apoyando al jefe del departamento de propaganda de Shanghái, Zhang Chunqiao, luego un aliado y también miembro de la Banda de los cuatro.

## Inicio de la Revolución Cultural
A mediados de los años 1960, Mao Zedong instruyó a los miembros de su círculo íntimo para que organizaran una campaña contra la facción del Partido Comunista que apoyaba a Liu Shaoqi, el presidente oficial de la China comunista. Liu había sido el responsable de dirigir el contragolpe que terminó con el Gran Salto Adelante en 1962. A causa de los cambios internos que ocurrieron tras el Gran Salto Adelante, Mao perdió mucho poder en el partido y su visibilidad disminuyó en los años siguientes. Hacia 1965 Mao aún le guardaba rencor a Liu y a otros oficiales moderados del partido, incluido el primer ministro Zhou Enlai. Los oficiales más identificados con Mao eran el jefe del Ejército Popular de Liberación (EPL) y el ministro de defensa Mariscal Lin Biao, Jiang Qing, Zhang Chunqiao, el jefe del movimiento maoísta estudiantil Wang Hongwen, y Yao Wenyuan, entre otras personas. Yao, Jiang Qing, Zhang Chunqiao, y Wang Hongwen fueron apodados por los medios con el nombre de la "Banda de los Cuatro".

### Hai Rui despedido
El 10 de noviembre, con la aquiescencia de Zhang Chunqiao, Yao publicó una reseña crítica contra la obra teatral Hai Rui despedido (en chino, 海瑞罢官; pinyin, Hăi Ruì bà guān) en el periódico Wen Hui Bao.  El artículo trata sobre una opera popular escrita por Wu Han, que era el segundo al mando en el gobierno de Beijing. Zhang Chunqiao y Jiang Qinq alegaban que la obra era de naturaleza contra-revolucionaria porque se podía establecer un paralelo entre los personajes de la obra y el gobierno comunista.[cita requerida]
En la obra Hai Rui un oficial del gobierno habla en nombre de los campesinos en contra del gobierno imperial criticando a los oficiales por oprimir a las masas de manera hipócrita mientras que simulan ser hombres de bien. Hai Rui es echado por su alegato. Yao opina que la obra es un ataque encubierto a Mao por echar en 1959 a Peng Dehuai que era su ministro de defensa y un crítico del Gran Salto Adelante impulsado por Mao.
Confundidos por este ataque inesperado, los líderes del partido en Beijing intentaron proteger a Wu Han, dándole a Mao la excusa que precisaba para lanzar una gran acción de "limpieza" en su contra al siguiente año. Pronto Yao fue promovido a formar parte del grupo que comandó la Revolución Cultural.
El crítico le dio rienda suelta a una oleada violenta contra los oficiales en el partido comunista, llevada a cabo mediante los Guardias Rojos, cuadrillas de jóvenes organizados por Wang Hongwen con el permiso de Mao. En una reacción en cadena, los jóvenes radicales empezaron una campaña para combatir la cultura de la «burguesía», como ellos la llamaron.  El artículo de Yao es considerado el punto de partida de la Revolución Cultural que sacudió a China durante la década siguiente.[cita requerida]

### Crecimiento de poder
Durante el período 1966-76 el poder de Yao, y el de los otros miembros de la Banda, creció poco a poco, como  resultado directo de las luchas internas en el PCC y la salud cada vez más débil de Mao. Los oficiales estatales temieron de la Banda, a partir quizá Lin Biao, lo que tuvo mucha influencia en el EPL. En 1967 Liu Shaoqi fue destituido como presidente de China, y reemplazado interinamente por el vicepresidente Dong Biwu y Soong Ching-ling, viuda del primer presidente de China Sun Yat-sen. Todos los oficiales que ocuparon posiciones de importancia en el aparato estatal y partidario de la China comunista durante la revolución necesitaron el patrocinio de la Banda de los Cuatro. En septiembre de 1971 el mariscal Lin intentó un golpe de estado (con el nombre en código Proyecto 571) contra Mao y sus seguidores, creyendo que las fuerzas armadas le apoyarían. Su hija Lin Liheng le traicionó y Lin murió junto con sus compañeros en un accidente aéreo durante su fuga hacia Rusia.

## Caída
La muerte de Lin dio lugar a una oleada de inseguridad en la jefatura de China. Lin, a pesar de su colusión con Mao en todas las purgas, fue una figura reverenciada en el ELP, y muchos oficiales le apoyaron como el posible sucesor de Mao. El estado chino sufría mucho con las destituciones de sus oficiales y administradores, como Liu Shaoqi y el exsecretario general del PCC Deng Xiaoping, que fueron llamados derechistas. Si bien la Banda de los Cuatro siempre logró sus objetivos de purgar a las personas que se le oponían, en cambio no tuvo igual éxito en reemplazarlos por oficiales competentes.[cita requerida]

### Vuelta de Deng Xiaoping
En setiembre de 1972 Wang Hongwen, un representante de la Banda, fue designado por Mao como vicepresidente del PCC. Jiang Qing, esposa de Mao y miembro más poderoso de la Banda, tenía esperanzas que la designación fuera el primer paso para designar a Wang como el sucesor oficial de Mao. Pero las ambiciones de la esposa de Mao fueron truncadas  por el primer ministro Zhou Enlai, que nombró a Deng Xiaoping como «vicepremier». La Banda no aceptó el desaire sin dar lucha, y Yao participó junto con Yang Rongguo en la campaña "¡Critiquen a Lin (Biao)! ¡Critiquen a Confucio!" en 1973. La campaña fue el último intento de utilizar las denuncias de masas para combatir a los opositores de la Revolución Cultural, y fracasó en su objetivo de causar la caída de Zhou y Deng. Mao, en vez de asentir a los deseos de la Banda, no tomó ninguna acción para reemplazar a Deng, y permitió que Deng siguiera con sus políticas de reforma del estado, con la condición que le impuso en diciembre de 1975 de que Deng escribiera su "autocrítica", en una forma clásica de Mao para reprender a sus subordinados.

### Muerte de Zhou
El 8 de enero de 1976 Zhou Enlai murió de cáncer de vejiga. Aunque la Banda festejó la partida de su odiado enemigo, ellos debieron enfrentar el masivo dolor que el fallecimiento de Zhou Enlai despertó en China, a causa de su popularidad. La Banda intentó limitar la conmemoración de Zhou, sin embargo millones de chinos salieron a las calles para mostrar su respeto e identificación con él. Al desaparecer Zhou los miembros de la Banda pensaron que uno de ellos sería  designado como su reemplazante, pero Mao los sorprendió con la elección de Hua Guofeng un completo extraño y compinche de Zhou que no tenía afinidad con la Banda, ni siquiera con Deng. 
El 5 de abril, la fecha de la tradicional fiesta  Qinming (el equivalente chino de la Conmemoración de los Fieles Difuntos), numerosos ciudadanos pekineses que lloraban a Zhou como parte de la fiesta lucharon con la policía. Llamado el Incidente de Tian'anmen (no confundir con las Protestas de 1989). La Banda culpó del incidente a Deng, especialmente debido a los mensajes de protesta contra ellos escritos en Tian'anmen. Deng había saqueado de nuevo, pero la Banda dependía de Hua Guofeng para mantenerse en el poder, y no pudieron convencer a Mao, ya debilitado sin esperanza de recuperación, de que ordenara una purga más profunda contra Deng.

### Muerte de Mao y arresto
En el 9 de setiembre de 1976 Mao Zedong muere de un infarto y Hua Guofeng toma el poder oficialmente con el apoyo de la Banda.[cita requerida] Ellos no pudieron contradecir los deseos de Mao en el sentido que Hua fuera su sucesor. No había transcurrido un mes de su nombramiento (6 de octubre) cuando Hua, siguiendo los consejos de Deng y el mariscal Ye Jianying, manda detener a todos los miembros de la Banda de los cuatro. Hua organiza una campaña de denuncias contra la Banda, irónicamente aprovechando la herramienta favorita de ellos para victimizarlos.[cita requerida]

## Juicio, condena y años finales
En 1981 los miembros de la Banda de los Cuatro fueron juzgados. Entre los acusados, Yao Wenyuan recibió un castigo poco severo de veinte años de cárcel. El 23 de octubre de 1996 Yao fue puesto en libertad y dedicó el resto de su vida a escribir un libro y estudiar la historia de China. El 23 de diciembre de 2005 Yao Wenyuan murió de diabetes. Fue el último de los integrantes de la "Banda de los Cuatro" en fallecer.